# Lluïsa Cura i Farriols
Lluïsa Cura i Farriols   (Barcelona, 13 d'agost de 1871 - Barcelona, 28 de juny de 1916) va ser una mecenes barcelonina que va donar una important suma de diners per fomentar la creació d'escoles per a dones.

## Biografia
Va néixer al carrer Tamarit, 116 2n pis, filla de Joan Cura i Fargas, lampista, natural de Navarcles, i de Maria Farriols i Pascal, natural de Barcelona.
L'Ajuntament de Barcelona acordà acceptar el llegat el 18 de gener de 1917 i va acceptar la condició del testament, que era destinar les 192.981,39 pessetes resultants de la subhasta del patrimoni de la donant a la construcció d'un edifici escolar per a dones al barri on vivia Lluïsa Cura, el Raval de Barcelona. Finalment es considerà que la suma no era suficient per fer l'escola però es tirà endavant. Al solar que era propietat municipal, de l'antic convent de les Mínimes del carrer del Carme, s'hi va fer una escola per a nois que s'havia de dir Milà i Fontanals, i una per a noies amb el nom de Lluïsa Cura. Les obres s'adjudicaren el 1921 per 1.390.000 pessetes. Malgrat que els familiars de Cura van considerar que la interpretació del testament havia estat errònia, es va seguir aquest pla.
L'escola Lluïsa Cura va ser una institució dedicada a l'ensenyament d'oficis de la dona i després es convertí en un Institut d'Ensenyament Secundari especialitzat en Cicles Formatius de Grau Mitjà i Superior, de les famílies d'Administració, Comerç i Turisme (ECAT). L'escola ha estat situada primerament al grup escolar Milà i Fontanals, i des del 1973 al número 19 de la Ronda de Sant Antoni de Barcelona. El nou edifici, que es va licitar per 13,1 milions de pessetes, tenia capacitat per a 250 alumnes i obrí amb ensenyaments de perruqueria, estètica, química, auxiliars de laboratori i delineants. A partir dels anys 80, l'escola va ser capdavantera en innovació pedagògica.